# Thamnobryum sublatifolium
Thamnobryum sublatifolium là một loài Rêu trong họ Neckeraceae. Loài này được (Dixon) W. Schultze-Motel miêu tả khoa học đầu tiên năm 1973.